# Vanga
Vanga (o Banga, o Samatata) és un antic nom del delta del Ganges a Bangladesh al sud del riu Padma, corresponent al que avui dia és el sud de Bangladesh.
La regió tenia al nord l'antic regne de Pundra. Els habitants són descrits al Raghubansa com posseïdors de moltes barques i se suposa que eren ancestres dels chandals que habiten el país actualment.
De Banga o Vanga va derivar Bangala i doncs Bengala.